# Laminación de avenidas
Uno de los efectos importantes de las presas con sus embalses es la laminación de las avenidas.
El embalse se comporta como un inmenso pulmón; en la medida en que aguas arriba del embalse afluyen caudales crecientes de agua como consecuencia de la llegada de una onda de avenida, el embalse se va llenando y, salvo que se tomen decisiones erradas en la operación de las compuertas de descarga, el caudal que sale de la presa será menor que el que llega, disminuyendo en consecuencia los daños que la avenida provocaría si el embalse no existiera.
Como en todas las relaciones: [intervención antrópica <=> naturaleza] existen tres momentos:
- situaciones totalmente controlables: en el caso que se analiza, una avenida, cuyo volumen cabe en el embalse sin sobrepasar el nivel máximo operacional. Es decir la onda de crecida es totalmente absorbida por el embalse, este simplemente se llena. El caudal descargado es el establecido en las reglas de operación normal, sin ningún daño aguas abajo. Nótese que cuanto más vacío se encuentre el embalse en el momento que comienza a llegar la onda de crecida, más eficiente será el desempeño de este;
- situaciones parcialmente controlables: si el nivel del embalse, a consecuencia de la llegada de una avenida, alcanza su nivel máximo operacional, y sigue subiendo, la operación pasa a su estadio de alerta, el operador del embalse tentará mantener el nivel del embalse en su máximo operacional, descargando un caudal que no supere las limitaciones de las secciones críticas aguas abajo. Los caudales descargados son mayores que los normalmente descargados, pero no se producen daños aguas abajo.
- situaciones no controlables: es el caso que se da con las avenidas importantes, avenidas con periodos de retorno grandes, que encuentran al embalse relativamente lleno, o totalmente lleno, y cuyo volumen supera el volumen disponible en el embalse comprendido entre los niveles máximo operacional y máximo maximorum. Cuando se verifica una situación de este tipo, el embalse es operado en situación de emergencia, es decir con el objetivo principal de evitar el rompimiento de la presa, y como consecuencia el vaciado rápido del embalse con consecuencias aún más traumáticas para las poblaciones situadas aguas abajo. Sin embargo, esta situación es altamente improbable al contarse con modelos de predicción meteorológica que permiten iniciar el vaciado del embalse antes de que comiencen las precipitaciones.

Como consecuencia práctica de todo esto se tiene que, los caudales altos aguas abajo de una presa, son menos frecuentes después de la construcción de la presa y su embalse asociado, lo que incentiva a los moradores, situados aguas abajo, a ocupar progresivamente el área del cauce mayor del río, y cuando este debe ser usado, para garantizar la seguridad de la presa, se producen daños a las propiedades que se han ubicado al interior del cauce mayor, indebidamente ocupado.